# André Gorz
André Gorz (født 9. februar 1923, død 24. september 2007) var en østrigsk/fransk venstreradikal socialfilosof og journalist. Han blev født i Wien og emigrerede til Frankrig i 1949, hvor han blev en del af det eksistentialistiske miljø omkring Jean-Paul Sartre og tidsskriftet Les Temps Modernes. 
Debuterer i 1957 med den selvbiografiske roman Le Traitor (forræderen). Omtrent samtidig tager hans arbejde en mere politisk drejning og fra og med udgivelsen af Stratégie ouvrière et néocapitalisme i 1964 (dansk udgave fra 1967: Arbejderbevægelse og nykapitalisme) og frem kendes han som en af den nye venstrefløjs mest betydningsfulde tænkere. I 1964 var han desuden med til at grundlægge det socialdemokratiske tidsskrift Le Nouvel Observateur.
Efter en økologisk fase i 1970'erne kommer Gorz' store internationale (og danske) gennembrud i begyndelsen af 1980'erne, hvor han udgiver de to små bøger Adieux au prolétariat (1980, dansk udgave: Farvel til proletariatet, 1981) og Les Chemins du Paradis (1983, dansk udgave: Paradisets veje, 1983). Fra og med disse to bøger og frem til i dag kan Gorz' overordnede projekt betegnes som forsøget på at bringe den Marxske eller marxistiske samfundsteori og politik med ind i det postindustrielle samfund eller, som man ofte siger i dag, videnssamfundet. Gorz visionerer om samfund med borgerløn
Centrale temaer i dette projekt er ideen om frigørelse som frigørelse fra arbejdet (læs: lønarbejdet) og tesen om (løn)arbejdets forsvinden (som en følge af produktionens tiltagende automatisering) samt en dertil hørende analyse af kapitalismen som en kriseramt og dødende produktionsmåde/samfundsform. I modsætning til mange andre venstrefløjstænkere fastholder Gorz således forestillingen om, at et postkapitalistisk samfund (socialisme/kommunisme) ikke alene er ønskeligt og efterstræbelsesværdigt, men også muligt. 
Selvom Gorz i Danmark er mest kendt for førnævnte publikationer fra 1980'erne, forblev han aktiv til kort før sin død og udgav flere vigtige bøger. Især kan nævnes: Métamorphoses du travail fra 1988 (engelsk udgave fra 1989: Critique of Economic Reason), Misères du présent, richesse du possible fra 1997 (engelsk udgave fra 1999: Reclaiming Work) og L'immateriel fra 2003 (tysk udgave fra 2004: Wissen, Wert und Kapital). 
I sidstnævnte bog undersøger Gorz forholdet mellem vidensøkonomi og kapitalisme. I modsætning til den herskende opfattelse hævder Gorz, at overgangen til vidensøkonomien kaster kapitalismen ud i krise, da der består et afgrundsdybt modsætningsforhold mellem viden på den ene side og kapitalismens grundkategorier, værdi, arbejde og kapital, på den anden. Ifølge Gorz peger vidensøkonomien således i retning af det, han omtaler som et videnskommunistisk samfund. Med L'immateriel kan man således sige, at Gorz, svarende til vidensalderen, har skabt en "vidensmarxisme" og en videnskommunisme. (I tidsskriftet Social Kritik no. 107, 2006 findes et længere dansksproget interview, hvor Gorz redegør for disse tanker).
Gorz begik selvmord umiddelbart efter sin jævnaldrende, kronisk syge kones død; de havde været gift i næsten 60 år, og var meget tæt knyttet til hinanden.

## Tekster
- Willy Gianinazzi, André Gorz: A life, London: Seagull Books, 2022 (engelsk)
- André Gorz une pensée vivante, EcoRev', 2017 (fransk)
- Lasse Ekstrand, André Gorz-en av de stora intellektuella (svensk)
- André Gorz Kritik av det ekonomiska förnuftet, 1988 (svensk)
- André Gorz Ekologin och friheten, 1977 (svensk)
- Kritik av det ekonomiska förnuftet,summering (engelsk)
- André Gorz, Arbetarörelsen i Överflödets samhälle, 1964 (svensk)
- Appendix to Critique of Economic Reason: Summary for Trade Union and Other Left Activists (engelsk)
- « Oser l'exode » de la société de travail dans Les périphériques vous parlent n° 10, printemps 1998, pp. 43–49 (fransk)
- André Gorz French philosopher who pioneered ideas of political ecology The Guardian 7 Nov 2007 (engelsk)
- Monthly Review-Gorz-Key Thinker and Democratic Socialist (engelsk)
- Page dedicated to André Gorz on Multitudes (engelsk)
- « L’immatériel » d’André Gorz, by Yann Moulier-Boutang, Multitudes, 2003 (fransk)